# 1607 en France
Chronologie de la France
- 1603
- 1604
- 1605
- 1606
- 1607
- 1608
- 1609
- 1610
- 1611

## Événements
- 17 avril : Richelieu est sacré évêque de Luçon[1].

- 18 juillet[2] : par un édit, Henri IV réunit son domaine personnel (Béarn, Basse-Navarre, comté d’Armagnac, duché d’Albret, comté de Bigorre, comté de Foix, Périgord, Limousin, Rouergue, Vendômois, Beaumont, duché d’Alençon, Marle) et le domaine de la couronne, réalisant ainsi une première cohésion de l’ensemble du territoire français[3].

- 10 septembre : Nicolas Brûlart de Sillery devient chancelier de France (fin en 1616, puis 1623-1624)[4].

- Décembre : édit sur la voirie[5].

- Un arrêt du conseil déclare la Cour des Aides incompétente sur les contestations du département de la taille entre les élections[6].
- Apogée du duel (1607-1637) avec environ quatre mille gentilshommes tués lors de cette pratique. La noblesse cherche grâce à lui à définir son identité face à l’absolutisme grandissant[7].